# Morti nel 2001/Giugno
| Questa pagina contiene informazioni ricavate automaticamente dalle voci biografiche con l'ausilio del template Bio e di un bot. L'aggiornamento è periodico e automatico e ricostruisce completamente la pagina. Se manca una persona in questa lista, sei pregato di non aggiungerla, ma accertati piuttosto che la sua voce biografica contenga il template Bio e che i dati anagrafici siano correttamente compilati. Se il template Bio manca, inseriscilo tu stesso o, in alternativa, metti l'avviso {{tmp\|Bio}} che ne segnala la mancanza. Se i dati riportati sono sbagliati, correggi direttamente la voce biografica; le modifiche saranno visibili in questa lista entro pochi giorni. Per chiarimenti vedi il progetto biografie. La lista contiene solo le 149 persone che sono citate nell'enciclopedia e per le quali è stato implementato correttamente il template Bio. Pagina aggiornata al 18 ago 2025. |

- 1º giugno - Birendra del Nepal, re nepalese (n. 1945)
- 1º giugno - Dhirendra del Nepal, principe nepalese (n. 1950)
- 1º giugno - Aishwarya Rajya Lakshmi Devi, regina nepalese (n. 1949)
- 1º giugno - Jayanti del Nepal, principessa nepalese (n. 1946)
- 1º giugno - Nkosi Johnson, attivista sudafricano (n. 1989)
- 1º giugno - Nirajan del Nepal, principe nepalese (n. 1978)
- 1º giugno - Shanti del Nepal, principessa nepalese (n. 1940)
- 1º giugno - Sharada del Nepal, principessa nepalese (n. 1942)
- 1º giugno - Shruti del Nepal, principessa nepalese (n. 1976)
- 1º giugno - Abe Silverstein, ingegnere statunitense (n. 1908)
- 2 giugno - Joey Maxim, pugile statunitense (n. 1922)
- 2 giugno - Imogene Coca, attrice statunitense (n. 1908)
- 2 giugno - Miguel Ángel Longo, calciatore e allenatore di calcio argentino (n. 1939)
- 3 giugno - Renzo Eligio Filippi, politico italiano (n. 1935)
- 3 giugno - Anthony Quinn, attore messicano (n. 1915)
- 4 giugno - Marino Bargagna, medico italiano (n. 1927)
- 4 giugno - Dipendra del Nepal, re nepalese (n. 1971)
- 4 giugno - Pasquale Gialluisi, arbitro di calcio italiano (n. 1932)
- 4 giugno - John Hartford, violinista, suonatore di banjo e compositore statunitense (n. 1937)
- 4 giugno - Darshan Ranganathan, chimica indiana (n. 1941)
- 4 giugno - Horst Tüller, ciclista su strada tedesco (n. 1931)
- 5 giugno - Panagiōtīs Aggelopoulos, imprenditore greco (n. 1909)
- 5 giugno - Simone Benmussa, scrittrice e direttrice teatrale francese (n. 1931)
- 5 giugno - Alfonso Brescia, regista italiano (n. 1930)
- 5 giugno - Dennis Gillespie, calciatore scozzese (n. 1936)
- 5 giugno - Vasilij Kolotov, sollevatore sovietico (n. 1944)
- 5 giugno - Pedro Laín Entralgo, medico, storico e filosofo spagnolo (n. 1908)
- 6 giugno - Luigi Bloise, giornalista e politico italiano (n. 1926)
- 6 giugno - José Manuel Castañón, scrittore spagnolo (n. 1920)
- 6 giugno - Marie Brémont, supercentenaria francese (n. 1886)
- 6 giugno - Suzanne Schiffman, sceneggiatrice e regista francese (n. 1929)
- 7 giugno - Franco Balducci, attore italiano (n. 1922)
- 7 giugno - Agnes Baldwin, cestista statunitense (n. 1926)
- 7 giugno - Nazzareno Celestini, calciatore italiano (n. 1914)
- 7 giugno - Víctor Paz Estenssoro, politico boliviano (n. 1907)
- 7 giugno - Charles Templeton, fumettista, politico e giornalista canadese (n. 1915)
- 7 giugno - Horace Walker, cestista statunitense (n. 1937)
- 8 giugno - Heos Cogliani Lenzo, scrittrice e poetessa italiana (n. 1920)
- 8 giugno - Ken Green, calciatore inglese (n. 1924)
- 8 giugno - Lucien Lauk, ciclista su strada francese (n. 1911)
- 8 giugno - Giuseppe Martino, pistard e ciclista su strada italiano (n. 1915)
- 8 giugno - Alex de Renzy, regista statunitense (n. 1935)
- 8 giugno - Nathaniel Rochester, informatico statunitense (n. 1919)
- 8 giugno - Don Roper, calciatore inglese (n. 1922)
- 9 giugno - Ronnie Allen, calciatore e allenatore di calcio inglese (n. 1929)
- 9 giugno - Malcolm Cooper, tiratore a segno britannico (n. 1947)
- 9 giugno - Savva Jakovlevič Kuliš, regista sovietico (n. 1936)
- 9 giugno - Yaltah Menuhin, pianista statunitense (n. 1921)
- 9 giugno - Luigi Zarcone, mezzofondista italiano (n. 1950)
- 10 giugno - Joyce King, velocista australiana (n. 1920)
- 10 giugno - Álvaro Magaña, politico, avvocato e economista salvadoregno (n. 1926)
- 10 giugno - Mike Mentzer, culturista statunitense (n. 1951)
- 10 giugno - Leila Pahlavi, principessa persiana (n. 1970)
- 11 giugno - Dolores Abbiati, politica, sindacalista e partigiana italiana (n. 1927)
- 11 giugno - Pierre Étienne Louis Eyt, cardinale e arcivescovo cattolico francese (n. 1934)
- 11 giugno - Angelo Manna, giornalista, politico e storico italiano (n. 1935)
- 11 giugno - Timothy McVeigh, terrorista statunitense (n. 1968)
- 11 giugno - Bruno Mezzacapo, calciatore italiano (n. 1922)
- 11 giugno - Milan Pantić, giornalista serbo (n. 1954)
- 11 giugno - Paula Wiesinger, sciatrice alpina italiana (n. 1907)
- 12 giugno - Carl-Axel Acking, architetto e designer svedese (n. 1910)
- 12 giugno - William D. Davies, teologo e biblista britannico (n. 1911)
- 12 giugno - Viktor Hamburger, biologo tedesco (n. 1900)
- 12 giugno - Jim Seminoff, cestista statunitense (n. 1922)
- 13 giugno - Peggy Cartwright, attrice canadese (n. 1912)
- 13 giugno - Salvatore Delogu, vescovo cattolico italiano (n. 1915)
- 13 giugno - Luise Krüger, giavellottista tedesca (n. 1915)
- 13 giugno - Enzo Mantovani, ingegnere e imprenditore italiano (n. 1921)
- 13 giugno - Ken McIntyre, musicista statunitense (n. 1931)
- 13 giugno - Tião Neto, contrabbassista brasiliano (n. 1931)
- 14 giugno - Oleg Fedoseev, triplista e lunghista sovietico (n. 1936)
- 14 giugno - Miroslav Marcovich, filologo classico serbo (n. 1919)
- 14 giugno - Gerry Melnyk, hockeista su ghiaccio e dirigente sportivo canadese (n. 1934)
- 14 giugno - Francesco Sorrentino, giornalista, scrittore e politico italiano (n. 1923)
- 15 giugno - Henri Alekan, direttore della fotografia francese (n. 1909)
- 16 giugno - Angelo Accatino, calciatore italiano (n. 1907)
- 16 giugno - Joe Darion, paroliere statunitense (n. 1917)
- 16 giugno - Alessandro Faedo, matematico e politico italiano (n. 1913)
- 16 giugno - Marta Hillers, giornalista tedesca (n. 1911)
- 16 giugno - Marina Poggi D'Angelo, pittrice italiana (n. 1910)
- 16 giugno - Arthur Wheeler, pilota motociclistico britannico (n. 1916)
- 17 giugno - Donald James Cram, chimico statunitense (n. 1919)
- 17 giugno - Thomas Joseph Winning, cardinale e arcivescovo cattolico britannico (n. 1925)
- 18 giugno - Mario Operti, presbitero italiano (n. 1950)
- 18 giugno - Antonio Seveso, calciatore italiano (n. 1933)
- 18 giugno - Paolo Emilio Taviani, politico, storico e economista italiano (n. 1912)
- 18 giugno - Karl Friedrich Titho, militare tedesco (n. 1911)
- 19 giugno - Aleksandr Ivanovič Alekseev, agente segreto e diplomatico sovietico (n. 1913)
- 19 giugno - Sarghis Baghdasaryan, scultore armeno (n. 1923)
- 19 giugno - Giorgio Brumat, divulgatore scientifico italiano (n. 1929)
- 19 giugno - Jerry Cornes, mezzofondista britannico (n. 1910)
- 19 giugno - Romualdo Moro, calciatore uruguaiano (n. 1929)
- 19 giugno - Giulio Nicolini, vescovo cattolico italiano (n. 1926)
- 20 giugno - Ernest Bour, direttore d'orchestra francese (n. 1913)
- 20 giugno - Geoff Brown, tennista australiano (n. 1924)
- 20 giugno - Bert Kramer, attore statunitense (n. 1934)
- 20 giugno - János Kuszmann, calciatore ungherese (n. 1938)
- 20 giugno - Zygmunt Pawlas, schermidore polacco (n. 1930)
- 20 giugno - Massimo Pirri, regista e sceneggiatore italiano (n. 1945)
- 20 giugno - Leonetto Spagnoli, calciatore italiano (n. 1920)
- 20 giugno - Valerio Verra, filosofo italiano (n. 1928)
- 21 giugno - Carlos Bello, calciatore argentino (n. 1925)
- 21 giugno - Alfredo Bianchini, attore, cantante e regista italiano (n. 1922)
- 21 giugno - John Lee Hooker, cantante, chitarrista e compositore statunitense (n. 1917)
- 21 giugno - Soad Hosny, attrice e cantante egiziana (n. 1943)
- 21 giugno - Carroll O'Connor, attore, regista e sceneggiatore statunitense (n. 1924)
- 21 giugno - Vernon Sewell, regista britannico (n. 1903)
- 21 giugno - Roberto Vallone, pilota automobilistico italiano (n. 1915)
- 22 giugno - Mario Agüero, cestista cubano (n. 1924)
- 22 giugno - Luis Carniglia, calciatore e allenatore di calcio argentino (n. 1917)
- 22 giugno - Manuel Ledesma, cestista cileno (n. 1920)
- 22 giugno - Dave Mills, cestista statunitense (n. 1940)
- 23 giugno - Corinne Calvet, attrice francese (n. 1925)
- 23 giugno - Pantelej Dimitrov, calciatore bulgaro (n. 1940)
- 24 giugno - Muhammad Bashir, lottatore pakistano (n. 1935)
- 24 giugno - Nuccio Puleo, giornalista italiano (n. 1933)
- 24 giugno - Arrigo Vallatta, ingegnere italiano (n. 1930)
- 25 giugno - Barbara Dittus, attrice e doppiatrice tedesca (n. 1939)
- 25 giugno - Hasan Gemici, lottatore turco (n. 1927)
- 25 giugno - Kurt Hoffmann, regista tedesco (n. 1910)
- 25 giugno - George Senesky, cestista e allenatore di pallacanestro statunitense (n. 1922)
- 26 giugno - William Bryant, attore statunitense (n. 1924)
- 26 giugno - Gina Cigna, soprano francese (n. 1900)
- 26 giugno - Lalla Romano, poetessa, scrittrice e giornalista italiana (n. 1906)
- 27 giugno - Maurice Estève, pittore francese (n. 1904)
- 27 giugno - Bella Dorita, cantante e ballerina spagnola (n. 1901)
- 27 giugno - Tove Jansson, scrittrice e pittrice finlandese (n. 1914)
- 27 giugno - Jack Lemmon, attore statunitense (n. 1925)
- 27 giugno - Chico O'Farrill, compositore, arrangiatore e direttore d'orchestra cubano (n. 1921)
- 27 giugno - Mark Smith, cestista statunitense (n. 1959)
- 27 giugno - Riccardo Toros, calciatore italiano (n. 1930)
- 27 giugno - Mahmoud Younes, schermidore egiziano (n. 1915)
- 28 giugno - Mortimer Adler, filosofo statunitense (n. 1902)
- 28 giugno - Giuliano Bertuccioli, sinologo e diplomatico italiano (n. 1923)
- 28 giugno - Al Dempster, illustratore statunitense (n. 1911)
- 28 giugno - Ira Eisenstein, rabbino statunitense (n. 1906)
- 28 giugno - John Olsen, calciatore norvegese (n. 1928)
- 28 giugno - Aurelio Roncaglia, filologo e critico letterario italiano (n. 1917)
- 29 giugno - Ettore Gallo, partigiano e giurista italiano (n. 1914)
- 29 giugno - Wau Holland, informatico tedesco (n. 1951)
- 29 giugno - Massimo V Hakim, patriarca cattolico egiziano (n. 1908)
- 29 giugno - Silvio Oddi, cardinale e arcivescovo cattolico italiano (n. 1910)
- 29 giugno - Benedikt Posch, giornalista e editore austriaco (n. 1922)
- 30 giugno - Chet Atkins, chitarrista, compositore e produttore discografico statunitense (n. 1924)
- 30 giugno - Giancarlo Brusati, schermidore italiano (n. 1910)
- 30 giugno - Arcangelo Chiocchetti, fondista italiano (n. 1921)
- 30 giugno - Joe Fagan, calciatore e allenatore di calcio inglese (n. 1921)
- 30 giugno - Joe Henderson, sassofonista statunitense (n. 1937)
- 30 giugno - Marcel Van Houtte, ciclista su strada e pistard belga (n. 1909)